# Langenau

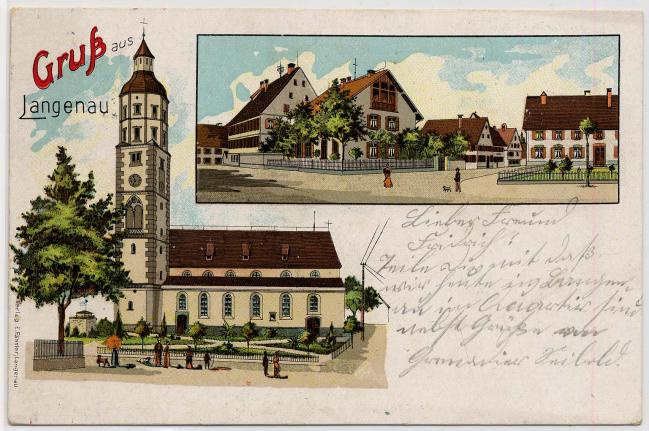
Langenau um 1900

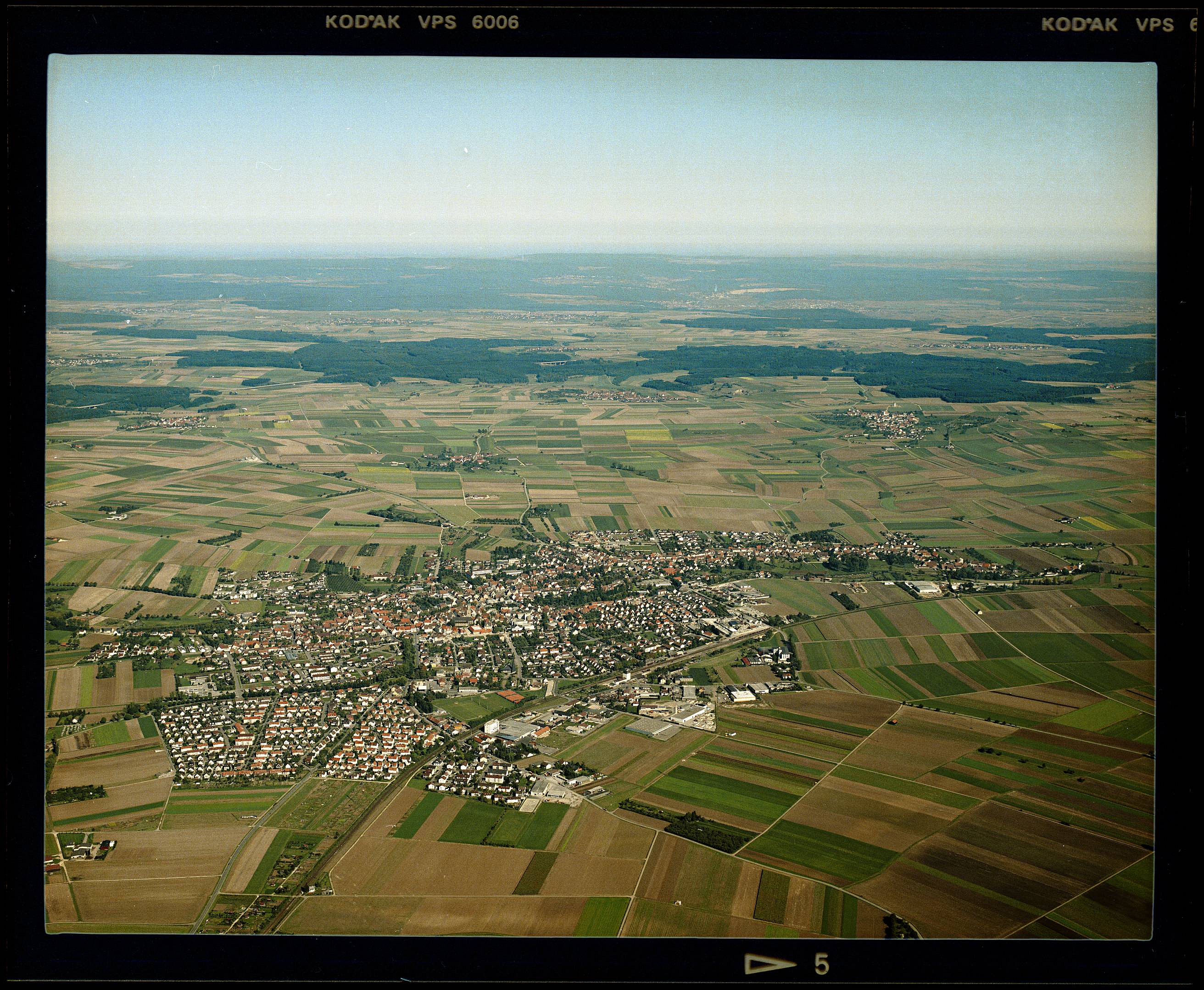
Luftbild von Langenau (1983)

Langenau ist eine Stadt in Baden-Württemberg in Deutschland und war Ende 2024 mit 16.015 Einwohnern nach Ehingen und Blaustein die drittgrößte Stadt im Alb-Donau-Kreis. Langenauer Brunnen des „Zweckverbands Landeswasserversorgung“ versorgen mehr als drei Millionen Einwohner in Baden-Württemberg mit Trinkwasser.

## Geographie
Langenau liegt am Rande der Schwäbischen Alb, nordöstlich und in direkter Nachbarschaft zu Ulm und dem bayerischen Elchingen. Der Fluss Nau entspringt in Langenau und durchquert die Stadt.

### Nachbargemeinden
Die Stadt grenzt im Norden an Nerenstetten und Öllingen, im Osten an Rammingen, im Süden an die Stadt Leipheim und Elchingen (beide in Bayern) sowie an Ulm, im Westen an Beimerstetten und Bernstadt.

### Stadtgliederung
Langenau besteht aus der Kernstadt, den drei bis 1972 selbständigen Gemeinden Albeck, Göttingen und Hörvelsingen, sowie den Weilern Osterstetten, Stuppelau und Witthau. Dazu kommen noch Aussiedlerhöfe wie Kornberghöfe, Fischerhöfe, Riedhöfe, Daunerhof, Sixenmühle, Staudenhöfe, Boschhof, Laurenhof, St. Nikolaushof, Schammenhöfe, Hartgartenhöfe und Heiler Winkel-Höfe.

### Schutzgebiete
In Langenau liegen die beiden Naturschutzgebiete Langenauer Ried und Ägenberg-Ofenloch sowie das Natur- und Landschaftsschutzgebiet Laushalde und der Bannwald Fohlenloch. Daneben hat Langenau Anteil an den Landschaftsschutzgebieten Ofenloch-Hagener Tobel und Donauried. Die Stadt hat überdies Anteile an den FFH-Gebieten Donaumoos und Kuppenalb bei Laichingen und Lonetal sowie am Vogelschutzgebiet Donauried.

## Geschichte

### Vorgeschichte
Im Stadtgebiet von Langenau wird eine größere römische Siedlung vermutet. An der Stelle der heutigen Martinskirche befand sich wahrscheinlich ein gallo-römischer Umgangstempel.
Langenau liegt im ostalamannischen Raum, wo der Brauch des Pferdeopfers und der Pferdebestattung besonders häufig geübt wurde. 1971 wurden zwei, 1990 drei Begräbnisplätze archäologisch untersucht. Die vorgefundenen Pferdebestattungen zeigen anschaulich die alamannischen Bestattungsriten.

### Mittelalter
Benannt wurde die Siedlung nach dem Fluss Nau als Naue oder wie erstmals in einer Urkunde vom 9. September 1003 als Nawe.
Langenau gehörte im Hochmittelalter zum Herzogtum Schwaben. König Konrad III. hielt in Langenau im Jahre 1150 eine Reichsversammlung ab. Grundbesitz und Ortsherrschaft wechselten 1238 von den Grafen von Dillingen zu den Herren von Albeck, im Erbgang um 1250 an die Markgrafschaft Burgau und 1293 an die Grafen von Werdenberg-Albeck. 1376 bestätigte Kaiser Karl IV. für Langenau die Stadtrechte, jedoch schon 1377 fiel Langenau an die Reichsstadt Ulm, die das Stadtrecht für Langenau aufhob und es zum Sitz eines Amtmanns aus Ulm machte. Im Ort erlangte das Gewerbe der Weberei lang anhaltende Bedeutung, was jedoch die Beschäftigten den starken Konjunkturschwankungen des Textilhandels aussetzte. Die daraus folgende Unzufriedenheit veranlasste auch einige Langenauer Weber, sich den Aufständischen im Bauernkrieg anzuschließen. Nach der Beteiligung an der Plünderung des Klosters Elchingen wurden die Aufständischen 1525 in der Schlacht bei Leipheim geschlagen.

### Frühe Neuzeit
1531 führte Ulm in Langenau die Reformation ein. Im Dreißigjährigen Krieg musste Langenau wegen ständiger Truppendurchzüge und Einquartierungen schwere Belastungen hinnehmen. Ähnliches war auch in der Zeit der folgenden Kabinettskriege und während der Koalitionskriege immer wieder zu erdulden.

### Württembergische Zeit
Während der Mediatisierung fiel Langenau 1802 zunächst an das Kurfürstentum Bayern und 1810 auf Grund des Grenzvertrags von 1810 an das Königreich Württemberg. Die Gemeinde wurde gemäß der neuen württembergischen Verwaltungsgliederung dem Oberamt Ulm zugeordnet und 1848 zur Stadt erhoben. Die Zahl der überwiegend evangelischen Einwohner betrug in diesem Jahr rund 3.600. Im 19. Jahrhundert war die Stadt Langenau bedeutender Standort eines wöchentlich stattfindenden Fruchtmarkts. Ab dem Jahr 1875 erfolgte der Anschluss an das Netz der Württembergischen Eisenbahn.
Bei der Kreisreform während der NS-Zeit in Württemberg gelangte Langenau 1938 zum Landkreis Ulm.

### Nachkriegszeit
Nach dem Zweiten Weltkrieg fiel die Stadt Langenau in die Amerikanische Besatzungszone und kam somit 1945 zum neu gegründeten Land Württemberg-Baden, welches 1952 im Land Baden-Württemberg aufging.
Im Zuge der Gemeindegebietsreform in Baden-Württemberg wurden am 29. Februar 1972 die Gemeinden Albeck und Hörvelsingen sowie am 1. April 1972 die Gemeinde Göttingen nach Langenau eingemeindet und die somit vergrößerte Stadt 1973 im Rahmen der Kreisreform in Baden-Württemberg dem neuen Alb-Donau-Kreis angegliedert.

## Politik

### Verwaltungsverband
Langenau ist Sitz des Gemeindeverwaltungsverbands Langenau, dem neben der Stadt Langenau die Gemeinden Altheim (Alb), Asselfingen, Ballendorf, Bernstadt, Börslingen, Breitingen, Holzkirch, Neenstetten, Nerenstetten, Öllingen, Rammingen, Setzingen und Weidenstetten angehören.

### Bürgermeister
Der Bürgermeister wird für eine Amtszeit von acht Jahren gewählt. Bürgermeister waren von 1984 bis 2016 Wolfgang Mangold und von 2016 bis 2024 Daniel Salemi.
Seit dem 1. Mai 2024 ist Daria Henning Bürgermeisterin. Sie wurde am 25. Februar 2024 mit 53,9 Prozent der Stimmen gewählt; Amtsinhaber Salemi erhielt 46,1 Prozent der Stimmen.

### Gemeinderat
In Langenau wird der Gemeinderat nach dem Verfahren der unechten Teilortswahl gewählt. Dabei kann sich die Zahl der Gemeinderäte durch Überhangmandate verändern. Der Gemeinderat in Langenau hat nach der letzten Wahl 24 Mitglieder. Er besteht aus den gewählten ehrenamtlichen Gemeinderäten und dem Bürgermeister als Vorsitzendem. Der Bürgermeister ist im Gemeinderat stimmberechtigt. Die Kommunalwahl am 9. Juni 2024 führte zu folgendem vorläufigen Endergebnis.
| Parteien und Wählergemeinschaften | Parteien und Wählergemeinschaften           | % 2024 | Sitze 2024 | % 2019 | Sitze 2019 | Kommunalwahl 2024 %403020100 36,8 %32,2 %14,4 %16,6 % FWCDUSPDGULGewinne und Verlusteim Vergleich zu 2019 %p 10 8 6 4 2 0 −2 −4 −6+0,6 %p+8,1 %p−3,1 %p−5,6 %pFWCDUSPDGUL |
| FWG                               | Freie Wählergemeinschaft Langenau           | 36,8   | 9          | 36,2   | 9          | Kommunalwahl 2024 %403020100 36,8 %32,2 %14,4 %16,6 % FWCDUSPDGULGewinne und Verlusteim Vergleich zu 2019 %p 10 8 6 4 2 0 −2 −4 −6+0,6 %p+8,1 %p−3,1 %p−5,6 %pFWCDUSPDGUL |
| CDU                               | Christlich Demokratische Union Deutschlands | 32,2   | 8          | 24,7   | 6          | Kommunalwahl 2024 %403020100 36,8 %32,2 %14,4 %16,6 % FWCDUSPDGULGewinne und Verlusteim Vergleich zu 2019 %p 10 8 6 4 2 0 −2 −4 −6+0,6 %p+8,1 %p−3,1 %p−5,6 %pFWCDUSPDGUL |
| GUL                               | Grün-Unabhängige Liste                      | 16,6   | 4          | 22,2   | 5          | Kommunalwahl 2024 %403020100 36,8 %32,2 %14,4 %16,6 % FWCDUSPDGULGewinne und Verlusteim Vergleich zu 2019 %p 10 8 6 4 2 0 −2 −4 −6+0,6 %p+8,1 %p−3,1 %p−5,6 %pFWCDUSPDGUL |
| SPD                               | Sozialdemokratische Partei Deutschlands     | 14,4   | 3          | 17,5   | 4          | Kommunalwahl 2024 %403020100 36,8 %32,2 %14,4 %16,6 % FWCDUSPDGULGewinne und Verlusteim Vergleich zu 2019 %p 10 8 6 4 2 0 −2 −4 −6+0,6 %p+8,1 %p−3,1 %p−5,6 %pFWCDUSPDGUL |
| gesamt                            | gesamt                                      | 100,0  | 24         | 100,0  | 24         | Kommunalwahl 2024 %403020100 36,8 %32,2 %14,4 %16,6 % FWCDUSPDGULGewinne und Verlusteim Vergleich zu 2019 %p 10 8 6 4 2 0 −2 −4 −6+0,6 %p+8,1 %p−3,1 %p−5,6 %pFWCDUSPDGUL |
| Wahlbeteiligung                   | Wahlbeteiligung                             | 65,2 % | 65,2 %     | 62,7 % | 62,7 %     | Kommunalwahl 2024 %403020100 36,8 %32,2 %14,4 %16,6 % FWCDUSPDGULGewinne und Verlusteim Vergleich zu 2019 %p 10 8 6 4 2 0 −2 −4 −6+0,6 %p+8,1 %p−3,1 %p−5,6 %pFWCDUSPDGUL |

Folgende Mitglieder sind im Gemeinderat Langenau vertreten. 
FWG  ( www.fwg-langenau.de )
- Haide, Wolfgang / Fraktionsvorsitz 
- Buck, Gabriele / stellv. Fraktionsvorsitz 
- Thierer, Jörg / stellv. Fraktionsvorsitz 
- Barth, Achim
- Gottschling, Jens
- Häge, Karl-Roderich
- Roder, Christian
- Schwarzenbach, Vincent 
- Wagner, Andreas 

CDU ( www.cdulangenau.de )
- Mack, Helga / Fraktionsvorsitz
- Henseler, Georg / stellv. Fraktionsvorsitz 
- Laible, Achim / stellv. Fraktionsvorsitz 
- Hagenmaier, Markus
- Henseler, Tobias
- Klingler, Wilhelm
- Romer, Anton
- Weber, Heinrich

GUL ( www.gul-langenau.de )
- Riedlinger, Roland / Fraktionsvorsitz 
- Deutschmann, Gerhard / stellv. Fraktionsvorsitz 
- Oguz, Ibrahim
- Weith, Georg

SPD ( www spd-langenau.de )
- Maier, Mathilde / Fraktionsvorsitz 
- Gerstlauer, Sabine / stellv. Fraktionsvorsitz 
- Riedel, Stefan

### Weitere Wahlen
In der folgenden Tabelle sind die Ergebnisse von Bundes-, Landtags- und Europawahlen in Langenau dargestellt.
| Jahr | Wahl           | Wahlbeteiligung | CDU     | SPD     | Bündnis 90/Die Grünen | FDP     | AfD    | Die Linke | Sonstige |
| ---- | -------------- | --------------- | ------- | ------- | --------------------- | ------- | ------ | --------- | -------- |
| 2021 | Bundestagswahl | 81 %            | 32,39 % | 18,28 % | 17,89 %               | 11,46 % | 9,28 % | 2,73 %    | 7,95 %   |

### Wappen
- Das Wappen der Stadt Langenau von 1855 zeigt in geteiltem, unten gespaltenem Schild oben in Gold ein springendes schwarzes Pferd. Unten vorne in Rot an drei Ringen hängend eine dreilatzige, golden befranste silberne Lehnsfahne, hinten von Schwarz und Silber geteilt. Das springende Pferd macht auf die einst in Langenau bedeutende Pferdezucht aufmerksam. Die Kirchenfahne verweist auf die Werdenberger als Herren von Albeck. Die Farben Schwarz und Silber deuten auf die Zugehörigkeit zur freien Reichsstadt Ulm von 1377 bis 1802 hin.
- Das 1933 festgelegte Wappen von Albeck zeigt in gespaltenem Schild vorne in Rot eine silberne heraldische Lilie (Lilienstab), hinten in Silber zwei rote Schrägbalken.
- Das Göttinger Wappen ist von Rot und Gold durch Lilienschnitt geteilt.
- Das Hörvelsinger Wappen zeigt unter schwarzem Schildhaupt, belegt mit einem goldenen Linsenstängel, der auf den früheren Linsenanbau hindeutet, in Blau die dreilappige rote Lehnsfahne der Pfalzgrafen von Tübingen, von denen ein Zweig das Adelsgeschlecht der Werdenberger bildete.

Wappen Langenau
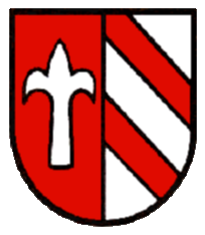
Wappen Albeck
Wappen Göttingen
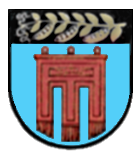
Wappen Hörvelsingen

### Städtepartnerschaften
Langenau unterhält gemeindepartnerschaftliche Beziehungen zu Albeck in Kärnten (Österreich), Langenau, Ortsteil Brand-Erbisdorfs in Sachsen (Deutschland), Bridgend in Wales (Vereinigtes Königreich) sowie Somberek im Komitat Baranya (Ungarn).

## Wirtschaft und Infrastruktur

### Wasserreichtum aus der Alb

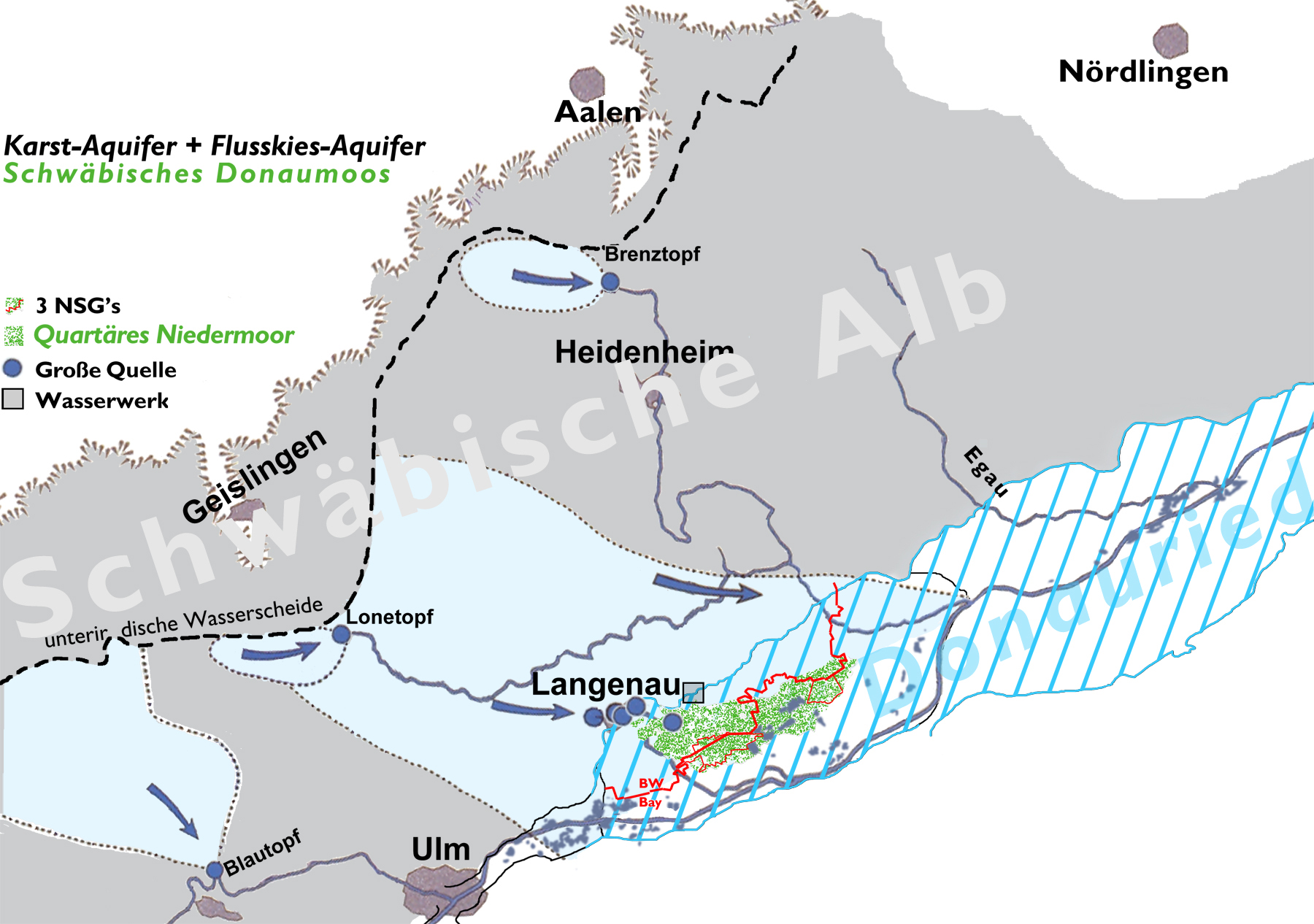
Karstwasser, Reichtum von Langenau, Feuchtgebiet Donauried weitgehend trockengelegt

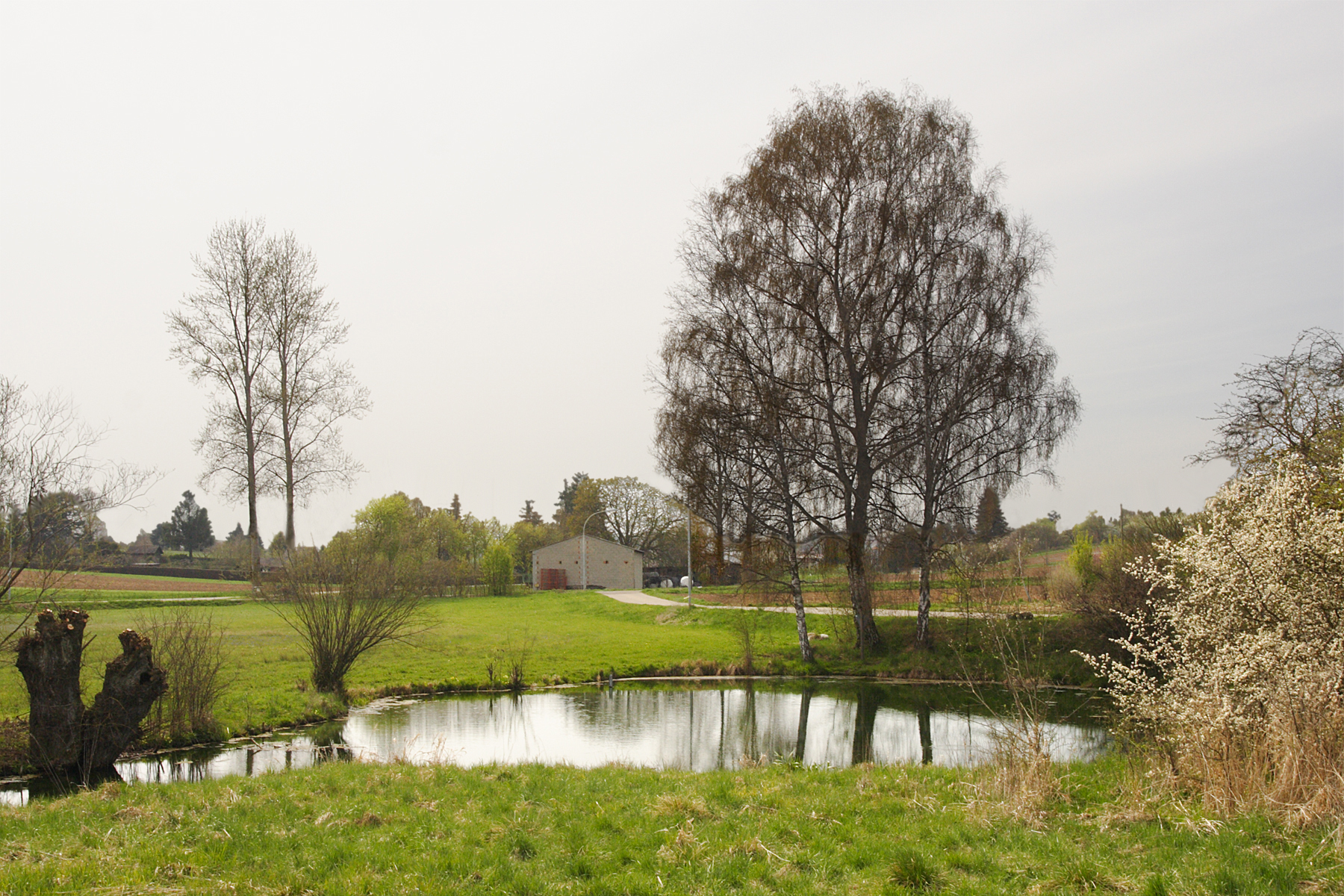
Karstquellteich der Nau, westlicher Stadtrand

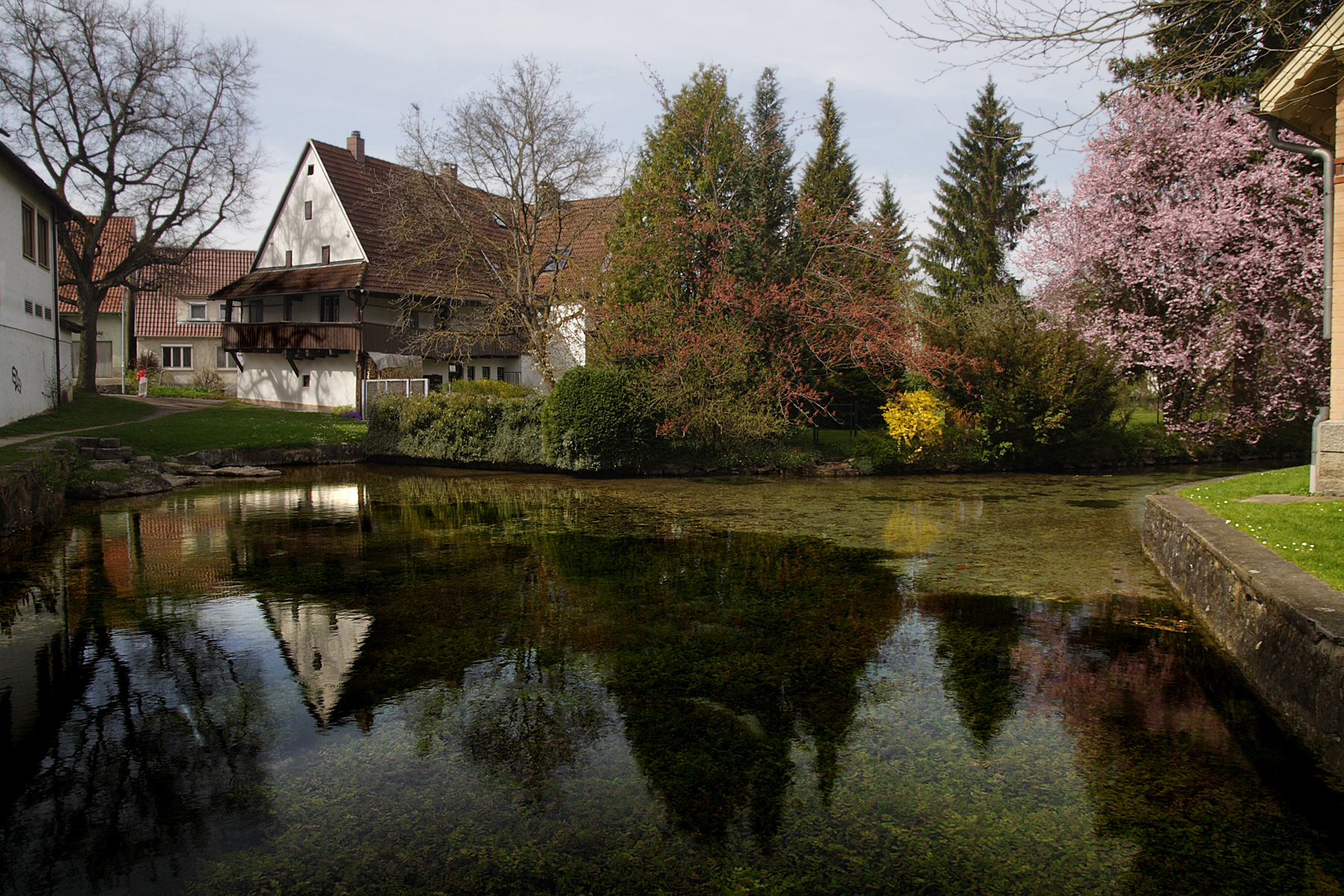
Löffelbrunnen, Stadtzentrum. Größte der fünf Karstquellen der Stadt. Viele Wasserpflanzen, ruhiges, klares Wasser

Langenau gilt als einer der quellreichsten Orte Deutschlands, denn große Teile des unterirdischen Spaltengeflechts der stark verkarsteten Schwäbischen Alb zieht hier durch Langenau hindurch zu den Feuchtgebieten des Schwäbischen Donaumoos und des bayrischen Donaurieds. Hier holen Brunnen des großen Wasserwerks „Zweckverband Landeswasserversorgung“ für mehr als drei Millionen Einwohner in Baden-Württemberg das Trinkwasser. Auch die Landeshauptstadt Stuttgart bezieht einen Teil ihres Trinkwassers aus Langenau.
Die westlichen Ortsteile Langenaus, Albeck, Göttingen und Hörvelsingen, werden durch den Zweckverband Wasserversorgung Ulmer Alb mit Trinkwasser versorgt und gehören zum Bereich der Albwasserversorgung.

### Ansässige Unternehmen
In Langenau ist der 1948 gegründete Outdoor-Versand Süd-West Versand GmbH ansässig, der auch einen Outletverkauf betreibt.
Außerdem hat das Schrotthandelsunternehmen Walter Kunze Group dort seinen Hauptsitz. Auch die Finkbeiner Getränkelogistik hat ihren Stammsitz und das Zentrallager in Langenau. Von Langenau aus werden ca. 90 Standorte mit Getränken beliefert. Die meisten Märkte befinden sich in Württemberg und in Bayern-Schwaben.
Direkt an der A7 liegt die Dachser Intelligent Logistics GmbH. Im Oktober 2012 investierte Dachser 26 Millionen Euro in 2 neue Lagerhallen. Mit mittlerweile ca. 60.000 Quadratmetern Lagerfläche gehört dieser Standort zu dem größten des Unternehmens. Von den insgesamt 115.000 Paletten-Stellplätzen sind 54.000 kühlbar. 50 Lkw können gleichzeitig an einem der 226 Verladetore andocken.

### Medien
In Langenau erscheint die Tageszeitung Südwest-Presse, der eine wöchentliche Lokalausgabe „Langenau aktuell“ beiliegt.
Ab 1860 erschien der wöchentlich erscheinende „Langenauer Anzeiger“, der ab 1889 täglich als „Ulmer Albzeitung“ vertrieben wurde. Außerdem gibt es seit 1950 die lokale Zeitung „Heimat Rundschau“. Sie erscheint einmal wöchentlich und hat eine Auflagenhöhe von rund 5000 Stück.

### Bildung
Langenau verfügt über drei Grundschulen, eine Förderschule, eine Werkrealschule, eine Realschule und das Robert-Bosch-Gymnasium.

### Verkehr

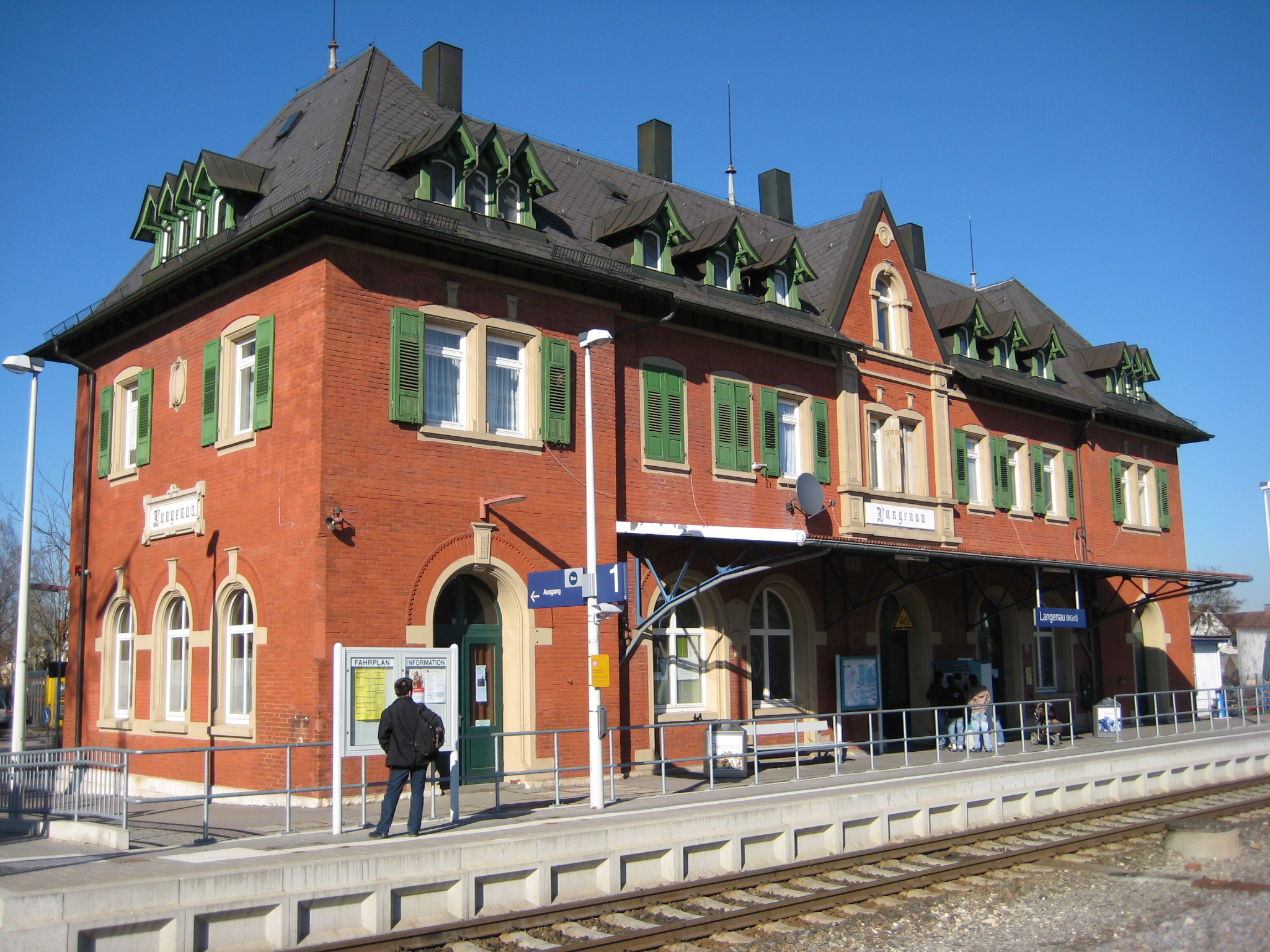
Bahnhof Langenau vor der Renovierung

Langenau ist durch die Bundesautobahnen 7 (Flensburg–Füssen) und 8 (Luxemburg–Salzburg) nicht nur mit dem regionalen Straßennetz, sondern auch international mit Dänemark, Luxemburg und Österreich verbunden. Die meistgenutzte Notrufsäule Deutschlands befand sich 2013 bei Langenau an der A 7.
Der ÖPNV wird durch den Donau-Iller-Nahverkehrsverbund gewährleistet. Für den innerstädtischen Verkehr steht der „nauBus“ zur Verfügung, der mit einem Midibus auf drei Teil-Linien das Stadtgebiet abdeckt. Über die Brenzbahn von Ulm nach Aalen ist Langenau an das überregionale Schienennetz angebunden.
Durch eine Alltagsroute aus dem Radnetz Baden-Württemberg ist Langenau mit Ulm und in der anderen Richtung über den Bahnhof Rammingen und Niederstotzingen mit Giengen verbunden. Die Verbindung nach Ulm führt durch das bayerische Elchingen. 
Der frühere Landes-Radfernweg Hohenlohe-Ostalb-Weg wurde durch den Württemberger Tälerradweg abgelöst. Er führt von Crailsheim über Aalen, Heidenheim, Giengen und Langenau nach Ulm und weiter über Göppingen nach Schwäbisch Gmünd. Der Albtäler-Radweg führt ebenfalls als Landes-Fernradweg durch die Stadt; es handelt sich um einen Rundkurs zwischen Römerstein und Giengen. Er verläuft von Westerstetten durch das Lonetal kommend zum Naturdenkmal Fohlenhaus und zweigt dort nach Langenau ab. Weiter verläuft er über eine Schleife durch das Langenauer Ried nach Rammingen.

## Kultur, Religion und Sehenswürdigkeiten
Wichtige Veranstaltungsorte in Langenau sind der Pfleghofsaal, der Zehntstadel in Langenau-Göttingen, der KulturBahnhof, die StadtBücherei, die Stadthalle, die Kirchen, das Helferhaus, die Buchhandlung Mahr und die Holzwerkstatt.
Oft werden in Langenau Kultur- bzw. Vortragsveranstaltungen in Zusammenarbeit verschiedener Institutionen durchgeführt. Meist kooperieren hierbei in wechselnden Konstellationen das Kulturamt, die Ulmer Volkshochschule (Fachbereich Alb-Donau-Kreis), die Buchhandlung Mahr, die Stadtbücherei, der Initiativkreis 8. Mai sowie die Initiative Zusammenrücken miteinander. Darüber hinaus sind auch die Evangelische Kirche, die Ökumene, Nau-Rock e. V., die Musikschule sowie verschiedene Gesangs- und Musikvereine wichtige Akteure im kulturellen Leben Langenaus.
Die meisten Veranstaltungen finden im Langenauer Pfleghof statt, der mit seinem hochwertigen Kulturprogramm überregionale Bedeutung hat. Hier finden jährlich zahlreiche Konzerte, Lesungen und Kabarettveranstaltungen statt. Filme werden von einem mobilen Kino regelmäßig gezeigt sowie im Jugendzentrum Kaos.
Vorträge werden ebenfalls überwiegend im Pfleghofsaal veranstaltet, vor allem durch die Ulmer Volkshochschule, den Bund für Umwelt und Naturschutz Deutschland (BUND), die Naturfreunde, der Schwäbische Albverein, den Initiativkreis 8. Mai, die Initiative Zusammenrücken, der Lonetal Verein, der Förderverein für Eiszeitkunst und andere Institutionen.

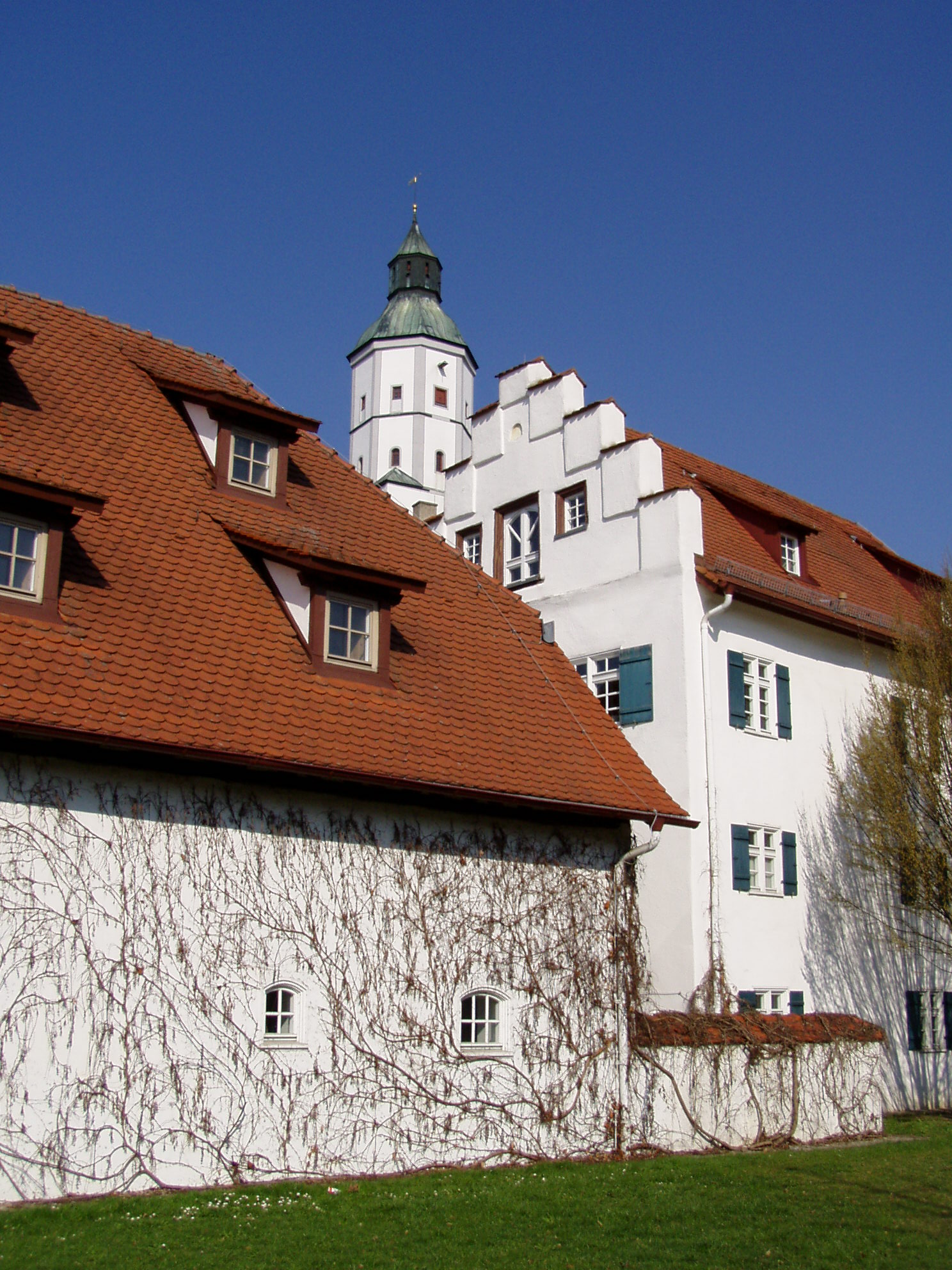
Pfleghof in Langenau

Außerdem gibt es in Langenau drei Museen: das Heimatmuseum, die Ungarndeutsche Heimatstuben und das Museum für Vor- und Frühgeschichte sowie das Stadtarchiv, das alle zwei Jahre eine historische Ausstellung im KulturBahnhof organisiert.

### Religiöse Bauwerke

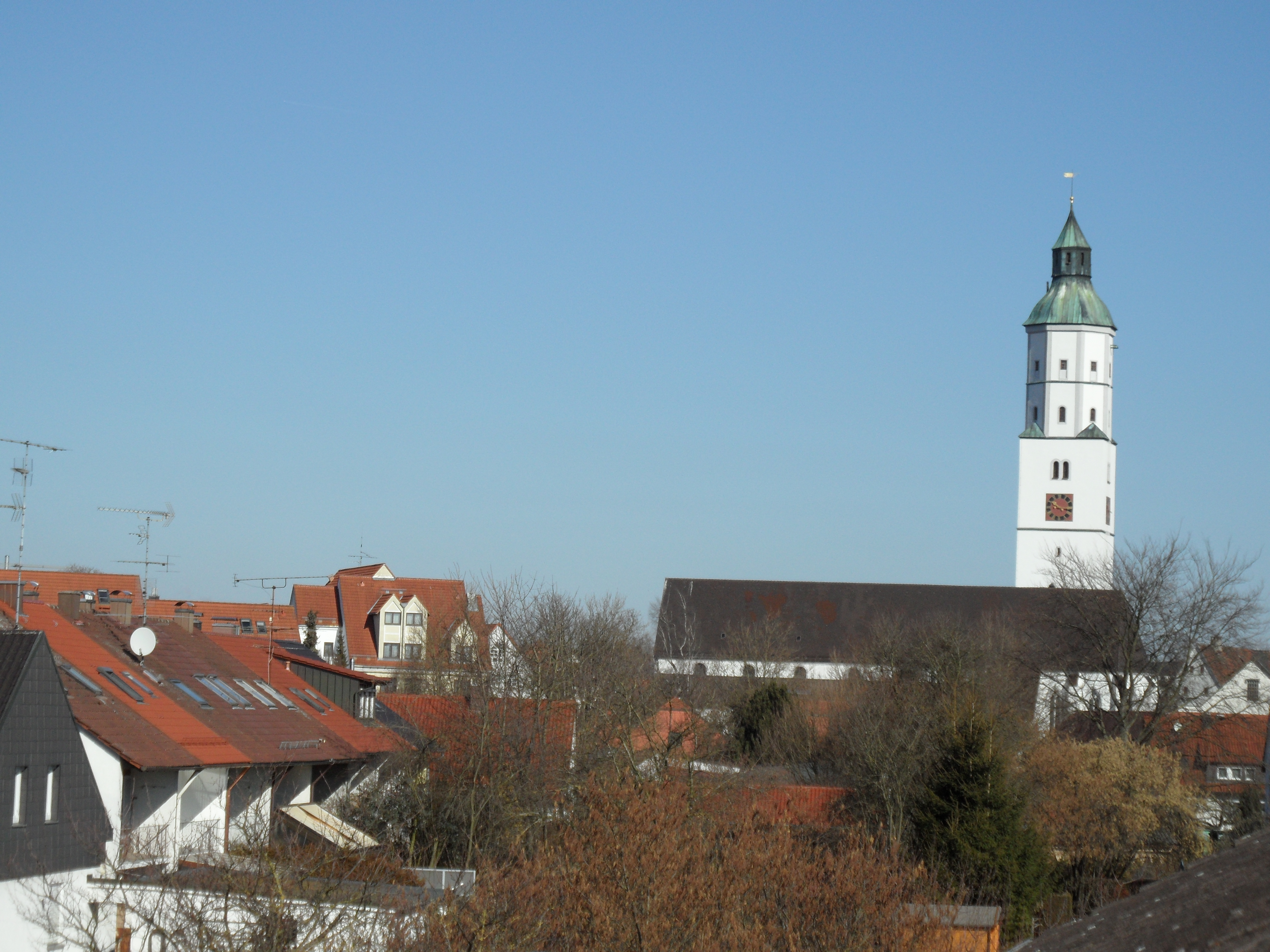
Blick auf die Martinskirche

Die evangelische Martinskirche mit barockem Hochaltar und dem Martinsturm stammt aus dem 14. bis 18. Jahrhundert. Sie wird im Volksmund die „obere Kirche“ genannt.
Die ebenfalls evangelische „untere Kirche“, die St. Leonhardskirche, stammt aus dem 17./18. Jahrhundert.
Die Friedhofskirche „St. Peter“, die von allen Konfessionen benutzt wird, wird im Volksmund auch „Peterskirche“ genannt.
Die katholische Kirche „Mater dolorosa“ stammt aus dem späten 20. Jahrhundert.
Die scheinbar widersprüchlichen geographischen Angaben zu den Positionen der Kirchen beziehen sich nicht auf die Höhenmeter, auf denen die Kirchen stehen, sondern auf die Flussrichtung der Gewässer in Langenau. Aus der Fließrichtung ergab sich Obere und Untere Stadt. Dies sind die Ortsteile, in denen die Kirchen stehen.

### Konfessionsstatistik
Laut der Volkszählung 2011 waren 48,5 % der Einwohner evangelisch, 25,5 % römisch-katholisch und 24,2 % waren konfessionslos, gehörten einer anderen Glaubensgemeinschaft an oder machten keine Angabe. Der Anteil der Protestanten und Katholiken an der Gesamtbevölkerung ist seitdem gesunken. Am 31. Dezember 2023 waren 35,7 % der Einwohner evangelisch, 21,3 % katholisch und 43,0 % gehörten einer anderen Glaubensgemeinschaft an oder waren konfessionslos.

### Parks
Zu Langenau gehört der Stadtpark Wörth mit einem Mühlrad und einem See sowie einem Spielplatz.

### Sport
Mehrere Sportvereine, darunter der TSV Langenau, die HSG Langenau-Elchingen, der Tennisclub Langenau, der Wassersportclub Langenau, die DLRG Langenau und der FC Langenau bieten zahlreiche Sportangebote.

### Musik
Mehrere Musikgruppen, darunter der Musikverein Langenau, Männer-Gesangverein Langenau 1868, Liederkranz 1858 Langenau und Evangelischer PosaunenChor Langenau bieten Angebote um musikalisch aktiv zu sein.

### Feste
Jedes Jahr am letzten Wochenende vor den Sommerferien findet das traditionelle Kinderfest mit einem Umzug der Schulen statt. Der Ursprung des Kinderfestes kann man bis ins Jahr 1535 zurückverfolgen. Damals war es noch der Schülertanz. Im ausgehenden 19. Jahrhundert fand der „Schulertanz“ zunächst abwechselnd auf dem Burghof und der Reutte statt. 1894 verlegte der Gemeinderat den Festtag von Mittwoch auf Dienstag vor Pfingsten und setzte als dauernden Festplatz die Reutte fest. 1927 wurde der „Schulertanz“ dann auf den Sonntag nach Pfingsten verlegt und schließlich 1952 auf den zweiten Sonntag im Juli.
Seit 1992 findet alle zwei Jahre das Turmfest statt.
Ebenfalls alle zwei Jahre findet die Achhocketse statt. Das Fest wird vom Männer-Gesangverein Langenau organisiert und erinnert an den Brauch des Trogfahrens auf der Ach.

## Söhne und Töchter der Stadt

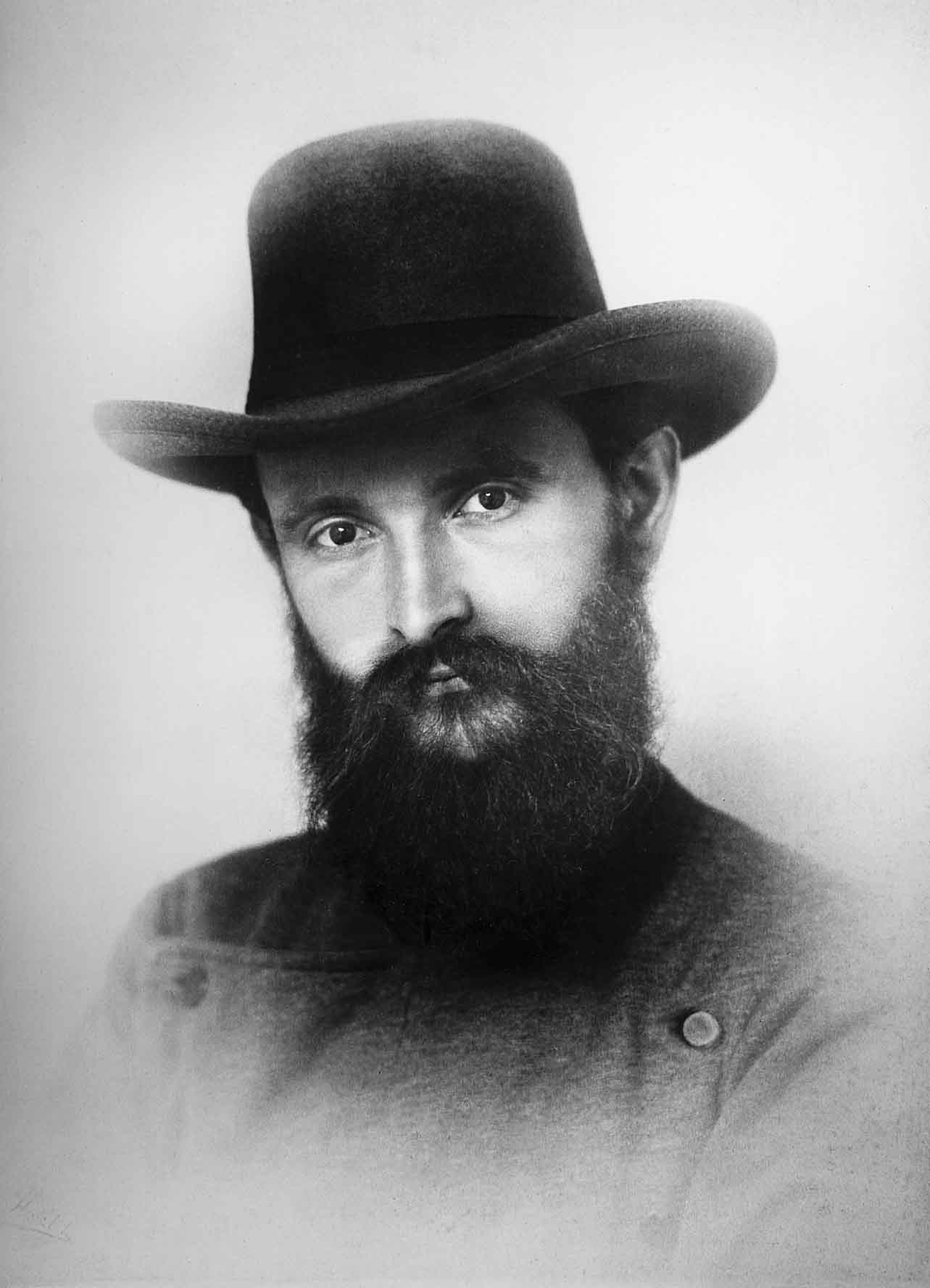
Robert Bosch 1888

- Georg Gienger von Rotteneck (1496–1577), Vizekanzler des Heiligen Römischen Reiches
- Jakob Honold (1599–1664), Prediger und Professor in Ulm
- Albrecht Besserer von Thalfingen (1787–1839), bayerischer General und Kriegsminister
- Ludwig von Baldinger (1807–1849), geboren in Albeck, Jurist, Landtagsabgeordneter
- Karl Pistorius (1808–1859), Agrarwissenschaftler
- Niklas Müller (1809–1875), Dichter und Verleger
- Karl Adolf Camerer (1823–1893), Verwaltungsjurist und württembergischer Oberamtmann
- Tobias Hafner (1833–1921), Lehrer, Schriftsteller und Lokalhistoriker
- Ernst Kaltofen (1841–1922), Holzschnitzer und Bildhauer
- Carl Friedrich Alexander Bosch (1843–1904), geboren in Albeck, Unternehmer
- Robert Bosch (1861–1942), geboren in Albeck, Industrieller, Begründer der Robert Bosch GmbH
- Robert Honold (1872–1953), Maschinenbauingenieur
- Gottlob Honold (1876–1923), leitender Ingenieur
- Max Bauer (1906–?), Landrat
- Georg von Baudissin (1910–1992), Diplomat, Politologe und Jurist
- Emil Sick (1921–1978), Leichtathlet
- Erich Köhler (1924–1981), Romanist und Literaturwissenschaftler
- Norbert Schneider (* 1940), evangelischer Theologe, Medienmanager und Publizist
- Heinrich Dietmar Borcherding (* 1942), Politiker (SPD), Landrat des Kreises Minden-Lübbecke
- Horst Löffler (* 1942), Schwimmer
- Wulf Konold (1946–2010), Musikwissenschaftler, Dramaturg und Intendant
- Karl-Heinz Schlumberger (* 1947), Bürgermeister von Remseck am Neckar (CDU)
- Hansjörg Schlager (1948–2004), Skirennläufer
- Georg Erhardt (* 1950), Agrarwissenschaftler und Tierarzt
- Hanno Herzler (* 1961), Autor, Publizist und Hörspielregisseur
- Brigitte Buck (* 1964), Leichtathletin
- Thure Riefenstein (* 1965), Schauspieler und Regisseur
- Björn Schoo (* 1981), Basketballspieler
- Ferdinand Führer (* 1982), Musiker und Schriftschaffender[22]
- Mete Çelik (* 1996), Fußballspieler